# Каншин, Иван Анатольевич
Ива́н Анато́льевич Каншин (1866—1937) — русский общественный деятель и политик, член IV Государственной думы от Калужской губернии.

## Биография
Из потомственных дворян Калужской губернии, внук Василия Семёновича Каншина (1796—1868), рязанского помещика, сделавшего огромное состояние. Землевладелец Каширского и Жиздринского уездов (3700 и 4000 десятин).
Окончил Лицей в память цесаревича Николая (1887) и юридический факультет Московского университета (1890). Отбыв воинскую повинность в кавалерии, начал службу по Министерству внутренних дел чиновником особых поручений при московском губернаторе.
С 1901 года посвятил себя общественной деятельности. Избирался гласным Жиздринского уездного и Калужского губернского земских собраний, почётным мировым судьей по Жиздринскому уезду, уездным предводителем дворянства (1901—1908). В 1910—1912 годах был председателем Жиздринской уездной земской управы. С 1906 года состоял в придворном звании камер-юнкера. Был членом Союза 17 октября.
На выборах в IV Государственную думу состоял выборщиком по Жиздринскому уезду от съезда землевладельцев. 12 октября 1913 года на дополнительных выборах от съезда землевладельцев был избран на место И. И. Дмитрюкова. Входил во фракцию октябристов, после её раскола — группу «Союза 17 октября». Состоял членом комиссий: по запросам и по направлению законодательных предположений. Входил в Прогрессивный блок.
В Первую мировую войну состоял членом Главного комитета Всероссийского земского союза, занимался заготовками для армии. После Февральской революции входил в комиссию Временного комитета Государственной думы по принятию задержанных военных и высших чинов, однако вскоре покинул её из-за загруженности в земском союзе. В августе 1917 года участвовал в Государственном совещании в Москве.
После Октябрьской революции остался в России. В 1925 году был административно выслан из Москвы. В 1928 году проживал в Нижнем Новгороде, не работал. В марте того же года был арестован и обвинен по пунктам 6, 11 58-й статьи УК РСФСР, провел в заключении четыре месяца, после чего Особым совещанием при НКВД был лишен права проживания в центральных городах и пограничных губерниях на три года.
В 1937 году жил в Арзамасе, служил юрисконсультом ГорПО. Арестован 6 ноября того же года, а 19 ноября тройка НКВД приговорила Каншина к расстрелу за «контрреволюционную агитацию». Расстрелян 2 декабря 1937 года. Был женат, имел сына.

## Награды
- Орден Святого Станислава 3-й ст.;
- Орден Святой Анны 2-й ст.;
- Орден Святого Владимира 4-й ст.